# Barou-en-Auge
Barou-en-Auge är en kommun i departementet Calvados i regionen Normandie i norra Frankrike. Kommunen ligger i kantonen Morteaux-Coulibœuf som ligger i arrondissementet Caen. År 2022 hade Barou-en-Auge 64 invånare.

## Befolkningsutveckling
Antalet invånare i kommunen Barou-en-Auge
Referens: INSEE